# 科里·本杰明
科里·德怀特·本杰明（英語：Corey Dwight Benjamin，1978年2月24日—），美国NBA联盟职业篮球运动员。他在1998年的NBA选秀中第1轮第28顺位被芝加哥公牛选中。